# Конаревка
Конаревка (баш. Конаревка) — деревня в Мелеузовском районе Республики Башкортостан Российской Федерации. Входит в состав Шевченковского сельсовета.

## География

### Географическое положение
Расстояние до:
- районного центра (Мелеуз): 18 км,
- центра сельсовета (Антоновка): 4 км,
- ближайшей ж/д станции (Мелеуз): 18 км.

## Население
| 2002 | 2009 | 2010 |
| ---- | ---- | ---- |
| 109  | ↗125 | ↘94  |